# Высшая лига КВН 2023
Сезон Высшей лиги КВН 2023 года — 37-й сезон с возрождения телевизионного КВН в 1986 году.
После двух сезонов с участием 25-и команд, в 2023 году было решено сократить Высшую лигу до 20 участников. Из-за изменившегося количества участников, претерпела изменения и схема сезона: количество игр на стадии 1/8-й финала было сокращено с пяти до четырёх, в каждой играли по пять команд, из которых вылетела одна. Далее состоялись четыре четвертьфинала (вместо трёх), в каждом из которых играли по четыре команды, а напрямую в полуфинал прошли лишь победители. Затем прошёл утешительный четвертьфинал в рамках Кубка мэра Москвы, в котором участвовали четвертьфиналисты, занявшие вторые и третьи места. Сезон закончился двумя полуфиналами по четыре команды в каждом (в финал прошли по две команды) и финалом.
В сезон попали вице-чемпионы 2022 «Поэтессы» и «Ровеньки», а также бронзовые призёры Сборная МАИ — для этих команд сезон 2023 второй в Высшей лиге. Среди полуфиналистов 2022 года, места в новом сезоне смогли получить ростовский «Флэш-Рояль» и «Красный лис» из Владивостока; в то время, как команде «Столик» из Чулыма во второй попытке отказали, а «Северяне» из Нягани заявили о том, что решили пропустить сезон. Попытки трёх полуфиналистов сезона 2021, разочаровавших в 2022 году, попасть в третий сезон оказались удачными для нижегородских «Рос» и челябинского «Города N». Команда «ИП Бондарев» из Надыма, которая в 2021 году дошла до полуфинала Высшей лиги, а также выиграла Летний кубок (в тандеме с командой «Русская дорога»), в сезон 2023 в итоге не попала. Редакторский состав Высшей Лиги покинул Владимир Тарарыкин.
Дебютантами сезона стали выпускники Премьер и Первой лиг. На Спецпроекте 2022 Кубок мэра Москвы и место в Высшей лиге завоевала команда «Близкие» из Белгородской области, позже она выиграла сезон Первой лиги в Перми. Дополнительно в Высшую лигу были приглашены команды «Юрикен» из Владикавказа и «Всё путём» из Донецка. На фестивале в Сочи дончане представили новый проект под названием «Донецкие», но по итогам редакторских просмотров было решено отказать команде в месте в Высшей лиге и отправить их на очередной сезон в Премьер-лиге. Другая команда из Донбасса — «Донецкий кряж», пропустившая сезон 2022, в котором должна была сыграть в Первой лиге, смогла впечатлить на фестивале, и получила приглашение в сезон Высшей лиги.
В сезоне Высшей лиги 2023 впервые сыграли команда из Кургана, а также новый КВНовский проект под названием «Сборная посёлка А», представляющий Африканду Мурманской области.
Вместо Александра Маслякова игры сезона провели Валдис Пельш, Вадим Галыгин и Дмитрий Хрусталёв, уже исполнявшие роль ведущего в предыдущем сезоне, а также Игорь Верник, Александр Олешко и Тимур Батрутдинов. Пельш, Хрусталёв и Батрутдинов провели по три игры, остальные — по одной. Сезон 2023 года стал первым в истории Высшей Лиги, в котором Александр Васильевич Масляков не провёл ни одной игры. Оценки в сезоне 2023 объявляли не редакторы, а чемпионы сезона 2022 в составе команды «Имени меня» Алексей Шальнов и Аля Кокушкина.
В финал прошли четыре команды: «Атомная сборная» (в состав которой, начиная с четвертьфинала, вошли участники команды «Росы»), «Ровеньки», «Сборная МАИ» и «Флэш-Рояль». Для команд из Орла и Москвы это второй финал подряд, а для двух других — дебютный. Чемпионами сезона стали ростовчане, а три остальные команды разделили вице-чемпионство. Это первый финал с 2014 года с участием четырёх команд и первый с 2013 года, где не играл ни один дебютант Высшей Лиги.

## Состав
Для участия в сезоне были приглашены следующие 20 команд КВН:
1. Донецкий кряж (Донецк) — участники Первой лиги (отказались от участия и сезон 2022 пропустили)
2. Джентльмены удачи (Курган) — полуфиналисты Первой лиги
3. Без вариантов (Пермь) — полуфиналисты Первой лиги
4. Близкие (Белгород) — чемпионы Первой лиги
5. Без баб (Москва) — полуфиналисты Премьер-лиги
6. Особое мнение (Уфа) — финалисты Премьер-лиги
7. Юрикен (Владикавказ) — (неофициальные[комм 1]) чемпионы Премьер-лиги
8. Сборная посёлка А (Мурманск) — новый КВНовский проект
9. Не кипишуй (Астана) — второй сезон в Высшей лиге
10. Иван Иванов (Москва) — второй сезон в Высшей лиге
11. Атомная сборная (Сосновый Бор) — второй сезон в Высшей лиге
12. Зелёный чемодан (Гурьевск) — второй сезон в Высшей лиге
13. Пал Палыч (Хабаровск) — третий сезон в Высшей лиге
14. Красный лис (Владивосток) — третий сезон в Высшей лиге
15. Флэш-Рояль (Ростов-на-Дону) — третий сезон в Высшей лиге
16. Город N (Челябинск) — третий сезон в Высшей лиге
17. Росы (Нижний Новгород) — третий сезон в Высшей лиге
18. Сборная МАИ (Москва) — второй сезон в Высшей лиге
19. Ровеньки (Орёл) — второй сезон в Высшей лиге
20. Поэтессы (Санкт-Петербург) — второй сезон в Высшей лиге

Чемпионом сезона стала команда «Флэш-Рояль».

## Игры

### ⅛ финала
Игры 1/8-й финала прошли в ММЦ «Планета КВН» с 18 февраля по 11 марта. В каждой из подгрупп по пять команд, из них по четыре прошли в четвертьфинал сезона. Были сыграны конкурсы «приветствие», «биатлон» и «музыкальное домашнее задание».
Первая ⅛ финала
- Дата игры: 18 февраля (эфир: 4 марта[11])[12]
- Команды: Сборная МАИ (Москва), Пал Палыч (Хабаровск), Донецкий кряж (Донецк), Флэш-Рояль (Ростов-на-Дону), Сборная посёлка А (Мурманск)
- Жюри: Дмитрий Хрусталёв, Алла Михеева, Константин Эрнст, Вадим Галыгин, Сергей Жилин
- Конкурсы: Приветствие, Биатлон, Музыкальное домашнее задание

| Команда           | Приветствие | Биатлон | общий | МДЗ | Итого |
| ----------------- | ----------- | ------- | ----- | --- | ----- |
| Сборная МАИ       | 5           | 0,8     | 5,8   | 5   | 10,8  |
| Пал Палыч         | 5           | 0,8     | 5,8   | 4,8 | 10,6  |
| Донецкий кряж     | 5           | 0,6     | 5,6   | 4,6 | 10,2  |
| Флэш-Рояль        | 5           | 1       | 6     | 5   | 11    |
| Сборная посёлка А | 5           | 0,9     | 5,9   | 4,8 | 10,7  |

Результат игры:
1. Флэш-Рояль
2. Сборная МАИ
3. Сборная посёлка А
4. Пал Палыч
5. Донецкий кряж

- Игру провёл Валдис Пельш.
- «Флэш-Рояль» — 27-я команда, набравшая максимум за игру в Высшей лиге.
- В приветствии команды «Пал Палыч» принял участие Прохор Шаляпин, а в приветствии «Сборной посёлка А» — Данко.
- Команда «Пал Палыч», как и в своих предыдущих играх, использовала в выступлении видеозаписи с губернатором Хабаровского края Михаилом Дегтярёвым[13].

Вторая ⅛ финала
- Дата игры: 25 февраля (эфир: 11 марта[14])[15]
- Команды: Без вариантов (Пермь), Атомная сборная (Сосновый Бор), Без баб (Москва), Не кипишуй (Астана), Ровеньки (Орёл)
- Жюри: Дмитрий Хрусталёв, Люся Чеботина, Константин Эрнст, Валдис Пельш, Сергей Жилин
- Конкурсы: Приветствие, Биатлон, Музыкальное домашнее задание

| Команда         | Приветствие | Биатлон | общий | МДЗ | Итого |
| --------------- | ----------- | ------- | ----- | --- | ----- |
| Без вариантов   | 5           | 0,9     | 5,9   | 5   | 10,9  |
| Атомная сборная | 4,2         | 0,7     | 4,9   | 4,6 | 9,5   |
| Без баб         | 4,2         | 1       | 5,2   | 5   | 10,2  |
| Не кипишуй      | 4,6         | 0,7     | 5,3   | 4,8 | 10,1  |
| Ровеньки        | 4,8         | 0,8     | 5,6   | 5   | 10,6  |

Результат игры:
1. Без вариантов
2. Ровеньки
3. Без баб
4. Не кипишуй
5. Атомная сборная

- Игру провёл Александр Олешко.
- За команду «Без вариантов» сыграли представители пермских команд КВН 2000-х годов «Парма», «Добрянка» и «Друзья», а также актёры сериала «Реальные пацаны». Среди приглашённых участников были Марина Федункив, Владимир Селиванов, Валентина Мазунина, Олег Верещагин и Гавриил Гордеев.

Третья ⅛ финала
- Дата игры: 4 марта (эфир: 18 марта)[16]
- Команды: Город N (Челябинск), Иван Иванов (Москва), Поэтессы (Санкт-Петербург), Джентльмены удачи (Курган), Красный лис (Владивосток)
- Жюри: Валдис Пельш, Дмитрий Хрусталёв, Александр Олешко, Константин Эрнст, Алла Михеева, Сергей Жилин
- Конкурсы: Приветствие, Биатлон, Музыкальное домашнее задание

| Команда           | Приветствие | Биатлон | общий | МДЗ | Итого |
| ----------------- | ----------- | ------- | ----- | --- | ----- |
| Город N           | 5           | 0,7     | 5,7   | 5   | 10,7  |
| Иван Иванов       | 4,8         | 1       | 5,8   | 4,8 | 10,6  |
| Поэтессы          | 5           | 0,9     | 5,9   | 4,2 | 10,1  |
| Джентльмены удачи | 5           | 0,7     | 5,7   | 4,8 | 10,5  |
| Красный лис       | 4,8         | 0,9     | 5,7   | 5   | 10,7  |

Результат игры:
1. Город N; Красный лис
2. Иван Иванов
3. Джентльмены удачи
4. Поэтессы

- Игру провёл Тимур Батрутдинов.
- В конкурсе «Музыкальное домашнее задание» команды «Город N» принял участие Андрей Державин.
- Команда «Поэтессы» стала четвёртым действующим финалистом, вылетевшим в первой игре сезона (после «Эскадрона гусар» в 1992 году, Сборной Большого московского цирка в 2018 году и «Полуострова» в 2021 году).

Четвёртая ⅛ финала
- Дата игры: 11 марта (эфир: 25 марта[17])[18]
- Команды: Особое мнение (Уфа), Зелёный чемодан (Гурьевск), Близкие (Белгород), Юрикен (Владикавказ), Росы (Нижний Новгород)
- Жюри: Валдис Пельш, Вадим Галыгин, Константин Эрнст, Дмитрий Колчин, Дмитрий Дюжев
- Конкурсы: Приветствие, Биатлон, Музыкальное домашнее задание

| Команда         | Приветствие | Биатлон | общий | МДЗ | Итого |
| --------------- | ----------- | ------- | ----- | --- | ----- |
| Особое мнение   | 4,4         | 0,8     | 5,2   | 4,4 | 9,6   |
| Зелёный чемодан | 4,6         | 0,6     | 5,2   | 4,8 | 10    |
| Близкие         | 4,8         | 0,9     | 5,7   | 4,8 | 10,5  |
| Юрикен          | 4,4         | 1       | 5,4   | 4,6 | 10    |
| Росы            | 4,6         | 0,7     | 5,3   | 4,6 | 9,9   |

Результат игры:
1. Близкие
2. Юрикен; Зелёный чемодан
3. Росы
4. Особое мнение

- Игру провёл Дмитрий Хрусталёв.
- В приветствии команды «Зелёный чемодан» на сцене появились участники текущего и прошлых сезонов Высшей Лиги: Роман Головин («Красный лис»), Алексей Кривеня («Русская дорога»), а также представители команд «Сборная МАИ» и «Сборная Снежногорска».
- В домашнем задании команды «Близкие» принял участие Аркадий Укупник.

Команда «Росы» была вынуждена сняться с четвертьфинала из-за отказа спонсора. Её место заняла Атомная сборная.

### Четвертьфиналы
Игры четвертьфинального этапа прошли в ММЦ «Планета КВН» с 16 апреля по 20 мая. Изначально планировалось, что команды сыграют четыре конкурса — приветствие, ситуационную разминку, СТЭМ в стиле «знакомый сюжет» и конкурс одной песни, но за два дня до первой игры редакторы приняли решение объединить два последних конкурса в одно музыкальное домашнее задание. Победители каждой игры прошли напрямую в полуфинал, четвёртые места выбыли из сезона, а вторые и третьи сыграли в утешительной игре в рамках Кубка мэра Москвы.
Первый четвертьфинал
- Дата игры: 16 апреля (эфир: 22 апреля)[21]
- Команды: Город N (Челябинск), Без баб (Москва), Юрикен (Владикавказ), Сборная МАИ (Москва)
- Жюри: Яна Чурикова, Валдис Пельш, Дмитрий Хрусталёв, Дмитрий Дюжев, Вадим Галыгин
- Конкурсы: Приветствие, Ситуационная разминка, Музыкальное домашнее задание

| Команда     | Приветствие | Разминка | общий | МДЗ | Итого |
| ----------- | ----------- | -------- | ----- | --- | ----- |
| Город N     | 5           | 4,6      | 9,6   | 4,8 | 14,4  |
| Без баб     | 4,6         | 4        | 8,6   | 4,4 | 13    |
| Юрикен      | 5           | 4        | 9     | 5   | 14    |
| Сборная МАИ | 4,8         | 5        | 9,8   | 5   | 14,8  |

Результат игры:
1. Сборная МАИ
2. Город N
3. Юрикен
4. Без баб

- Игру провёл Игорь Верник.

Второй четвертьфинал
- Дата игры: 22 апреля (эфир: 29 апреля)[22]
- Команды: Близкие (Белгород), Не кипишуй (Астана[комм 2]), Иван Иванов (Москва), Флэш-Рояль (Ростов-на-Дону)
- Жюри: Дмитрий Хрусталёв, Алексей Кривеня, Константин Эрнст, Александр Олешко, Сергей Жилин
- Конкурсы: Приветствие, Ситуационная разминка, Музыкальное домашнее задание

| Команда     | Приветствие | Разминка | общий | МДЗ | Итого |
| ----------- | ----------- | -------- | ----- | --- | ----- |
| Близкие     | 4,4         | 5        | 9,4   | 5   | 14,4  |
| Не кипишуй  | 4,4         | 4        | 8,4   | 4,4 | 12,8  |
| Иван Иванов | 4,4         | 4        | 8,4   | 4,6 | 13    |
| Флэш-Рояль  | 5           | 5        | 10    | 5   | 15    |

Результат игры:
1. Флэш-Рояль
2. Близкие
3. Иван Иванов
4. Не кипишуй

- Игру провёл Валдис Пельш.
- Команда «Флэш-Рояль» набрала максимум баллов вторую игру подряд.
- Во всех конкурсах команды «Близкие» принял участие Никита Джигурда.

Третий четвертьфинал
- Дата игры: 13 мая (эфир: 20 мая)[23]
- Команды: Красный лис (Владивосток), Зелёный чемодан (Гурьевск), Джентльмены удачи (Курган), Ровеньки (Орёл)
- Жюри: Александр Олешко, Дмитрий Хрусталёв, Вадим Галыгин, Константин Эрнст, Екатерина Стриженова, Сергей Жилин
- Конкурсы: Приветствие, Ситуационная разминка, Музыкальное домашнее задание

| Команда           | Приветствие | Разминка | общий | МДЗ | Итого |
| ----------------- | ----------- | -------- | ----- | --- | ----- |
| Красный лис       | 5           | 4,2      | 9,2   | 4,5 | 13,7  |
| Зелёный чемодан   | 4,8         | 4        | 8,8   | 4,7 | 13,5  |
| Джентльмены удачи | 4,8         | 4        | 8,8   | 5   | 13,8  |
| Ровеньки          | 5           | 5        | 10    | 5   | 15    |

Результат игры:
1. Ровеньки
2. Джентльмены удачи
3. Красный лис
4. Зелёный чемодан

- Игру провёл Тимур Батрутдинов.
- «Ровеньки» — 28-я команда, набравшая максимум за игру в Высшей лиге.
- За команду «Ровеньки» на этой игре впервые выступил Владислав «Валдес» Романов, чемпион Высшей лиги в составе команды «Русская дорога». До 2018 года Романов играл за луганскую команду «Центр культуры» вместе с некоторыми участниками «Ровеньков», но ушёл из неё после приглашения играть в Высшей лиге за команду «НАТЕ».
- Порядок выступлений на игре отличался от показанного в эфире: музыкальные домашние задания команд «Ровеньки» и «Красный лис» поменяли местами.

Четвёртый четвертьфинал
- Дата игры: 20 мая (эфир: 27 мая[24])[25]
- Команды: Без вариантов (Пермь), Пал Палыч (Хабаровск), Сборная посёлка А (Мурманск), Атомная сборная (Сосновый Бор)
- Жюри: Александр Олешко, Дмитрий Колчин, Константин Эрнст, Валдис Пельш, Сергей Жилин
- Конкурсы: Приветствие, Ситуационная разминка, Музыкальное домашнее задание

| Команда           | Приветствие | Разминка | общий | МДЗ | Итого |
| ----------------- | ----------- | -------- | ----- | --- | ----- |
| Без вариантов     | 4,4         | 4,4      | 8,8   | 4,4 | 13,2  |
| Пал Палыч         | 5           | 5        | 10    | 5   | 15    |
| Сборная посёлка А | 4,6         | 3,8      | 8,4   | 4,4 | 12,8  |
| Атомная сборная   | 5           | 5        | 10    | 5   | 15    |

Результат игры:
1. Пал Палыч; Атомная сборная
2. Без вариантов
3. Сборная посёлка А

- Игру провёл Дмитрий Хрусталёв.
- «Пал Палыч» и «Атомная сборная» стали 29-й и 30-й командами, набравшими максимальный балл в Высшей лиге.
- Начиная с этой стадии сезона, к команде «Атомная сборная» присоединились участники команды «Росы», которую они заменили.
- За команду «Без вариантов», помимо известных КВНщиков и шоуменов, которые появились в 1/8-й финала, на этой игре выступил Николай Наумов.
- Команда «Пал Палыч» в этой игре вновь использовала видеозаписи с губернатором Хабаровского края Михаилом Дегтярёвым, особенно в домашнем задании, в котором капитан «выгнал» Дегтярёва из команды.

### Утешительная игра
Утешительный четвертьфинал прошёл в рамках Кубка мэра Москвы.
- Дата игры: 29 августа (эфир: 2 сентября)[26]
- Команды: Без вариантов (Пермь), Красный лис (Владивосток), Джентльмены удачи (Курган), Юрикен (Владикавказ), Город N (Челябинск), Сборная посёлка А (Мурманск), Близкие (Белгород), Иван Иванов (Москва)
- Жюри: Валдис Пельш, Алла Михеева, Сергей Жилин, Константин Эрнст, Екатерина Драгунова, Александр Олешко
- Конкурсы: Фристайл, Биатлон

Результат игры:
- Дуэль 1: «Без вариантов» — «Красный лис»
- Дуэль 2: «Джентльмены удачи» — «Юрикен»
- Дуэль 3: «Город N» — «Сборная посёлка А»
- Дуэль 4: «Близкие» — «Иван Иванов»

Биатлон:
1. Юрикен — 5 баллов
2. Красный лис — 3 балла
3. Близкие — 2 балла
4. Город N — 1 балл

- Игру провёл Вадим Галыгин.
- Утешительная игра прошла в следующем формате: восемь команд сыграли четыре дуэли, победители которых продолжили борьбу в конкурсе «биатлон».
  - Биатлон прошёл в два раунда, в каждом из которых команды читали по шесть шуток, а жюри после каждой решали, давать за неё балл или нет (в эфире показали только по шесть шуток от каждой команды, а не оба раунда).
  - Команда, занявшая четвёртое место по итогам биатлона, закончила сезон вместе с проигравшими в дуэлях.
  - Кубок мэра Москвы 2023 получила команда «Юрикен».
- Во фристайлах двух команд на этой игре приняли участие знаменитости:
  - Прохор Шаляпин и Денис Майданов — в выступлении команды «Красный лис»;
  - Эдгард и Аскольд Запашные — в выступлении команды «Иван Иванов»;
- В выступлении команды «Близкие» участвовали чемпионы Высшей лиги Павел Малахов («Доктор Хаусс») и Антон Сасин («ПриМа»), который вновь появился в образе Дмитрия Медведева.
- В эфире порядок фристайлов был изменён. Открывавшие игру команды «Без вариантов» и «Красный лис» были показаны после выступления «Сборной посёлка А». Порядок внутри самой дуэли также поменялся, в эфире первой показали команду «Красный лис».
- Впервые с сезона 1998 в утешительной игре разыгрывалась путёвка в полуфинал[27].

### Полуфиналы
Полуфиналы Высшей лиги 2023 прошли 10 и 17 октября в ЦАТРА. Были сыграны конкурсы: «приветствие», «ситуация» и «музыкальное домашнее задание».
Первый полуфинал
- Дата игры: 10 октября (эфир: 16 декабря[32])[33]
- Команды: Пал Палыч (Хабаровск), Юрикен (Владикавказ), Сборная МАИ (Москва), Ровеньки (Орёл)
- Жюри: Сергей Жилин, Олег Новицкий, Александр Олешко, Екатерина Стриженова, Юрий Аксюта
- Конкурсы: Приветствие, Ситуационная разминка, Музыкальное домашнее задание

| Команда     | Приветствие | Разминка | общий | МДЗ | Итого |
| ----------- | ----------- | -------- | ----- | --- | ----- |
| Пал Палыч   | 4,2         | 4,2      | 8,4   | 4,8 | 13,2  |
| Юрикен      | 4,6         | 4,8      | 9,4   | 4,6 | 14    |
| Сборная МАИ | 5           | 5        | 10    | 5   | 15    |
| Ровеньки    | 5           | 4,8      | 9,8   | 4,8 | 14,6  |

Результат игры:
1. Сборная МАИ
2. Ровеньки
3. Юрикен
4. Пал Палыч

- Игру провёл Тимур Батрутдинов.
- Команда «Пал Палыч», как и во всех играх сезона, использовала в выступлении видеозаписи с губернатором Хабаровского края Михаилом Дегтярёвым.
- Сборная МАИ набрала максимум за игру во второй раз за карьеру.

Второй полуфинал
- Дата игры: 17 октября (эфир: 23 декабря)[34]
- Команды: Красный лис (Владивосток), Близкие (Белгород), Атомная сборная (Сосновый Бор), Флэш-Рояль (Ростов-на-Дону)
- Жюри: Сергей Жилин, Олег Новицкий, Валдис Пельш, Алла Михеева, Константин Эрнст, Пелагея
- Конкурсы: Приветствие, Ситуационная разминка, Музыкальное домашнее задание

| Команда         | Приветствие | Разминка | общий | МДЗ | Итого |
| --------------- | ----------- | -------- | ----- | --- | ----- |
| Красный лис     | 4,5         | 4,8      | 9,3   | 4   | 13,3  |
| Близкие         | 4,3         | 4,2      | 8,5   | 4,7 | 13,2  |
| Атомная сборная | 4,8         | 5        | 9,8   | 4,7 | 14,5  |
| Флэш-Рояль      | 4,8         | 4,5      | 9,3   | 5   | 14,3  |

Результат игры:
1. Атомная сборная
2. Флэш-Рояль
3. Красный лис
4. Близкие

- Игру провёл Дмитрий Хрусталёв.
- За команду «Атомная сборная» на этой игре выступили Андрей Черемисинов (корпорация «Росатом», «Что? Где? Когда?») и олимпийские чемпионы Артур Далалоян и Денис Аблязин.

### Финал
- Дата игры: 19 декабря (эфир: 30 декабря)[35]
- Команды: Атомная сборная (Сосновый Бор), Сборная МАИ (Москва), Флэш-Рояль (Ростов-на-Дону), Ровеньки (Орёл)
- Жюри: Сергей Жилин, Вадим Галыгин, Сергей Светлаков, Дмитрий Хрусталёв, Константин Эрнст, Пелагея
- Конкурсы: Приветствие, Биатлон, Музыкальное домашнее задание

| Команда         | Приветствие | Биатлон | общий | МДЗ | Итого |
| --------------- | ----------- | ------- | ----- | --- | ----- |
| Атомная сборная | 4,7         | 0,9     | 5,6   | 4   | 9,6   |
| Сборная МАИ     | 4,8         | 0,8     | 5,6   | 4   | 9,6   |
| Флэш-Рояль      | 5           | 1       | 6     | 4   | 10    |
| Ровеньки        | 4,8         | 0,8     | 5,6   | 4   | 9,6   |

Результат игры:
1. Флэш-Рояль
2. Сборная МАИ; Ровеньки; Атомная сборная

Чемпионами сезона 2023 стала команда «Флэш-Рояль».
- Игру провёл Валдис Пельш.
- Баллы за последний конкурс решили не объявлять. Вместо этого, после совещания членов жюри и Александра Маслякова-младшего, было решено сразу объявить финальные оценки: «Флэш-Роялю» — 10 баллов, остальным — по 9,6.
- Это первый финал без двойного чемпионства после трёх подряд, закончившихся ничьей за первое место[36].
- «Флэш-Рояль» — первые чемпионы Высшей лиги из Ростова-на-Дону[36].
- В приветствии «Атомной сборной» приняла участие Юлианна Караулова, а за команду МАИ выступил Антон Сасин, чемпион Высшей лиги в составе команды «ПриМа», в образе Дмитрия Медведева.
- Впервые в истории Высшей лиги до финала не добрался ни один из участников утешительной игры сезона[27].
- Впервые с момента вручения медалей финалистам и чемпионам Высшей лиги в 2002 году не оказалось бронзового призёра.

## Члены жюри
В жюри сидели 18 человек. Это второй подряд и третий в истории Высшей лиги сезон, в котором в жюри не было Юлия Гусмана. В финале впервые с 2015 года не было в жюри Татьяны Навки. Сергей Светлаков судил свою вторую игру Высшей лиги после 12-летнего перерыва (впервые сидел в жюри первого четвертьфинала 2011 года).
10 игр
- Сергей Жилин
- Константин Эрнст

7 игр
- Валдис Пельш
- Дмитрий Хрусталёв

6 игр
- Александр Олешко

5 игр
- Вадим Галыгин

4 игры
- Алла Михеева

2 игры
- Дмитрий Дюжев
- Дмитрий Колчин
- Олег Новицкий
- Пелагея
- Екатерина Стриженова

1 игра
- Юрий Аксюта
- Екатерина Драгунова
- Алексей Кривеня
- Сергей Светлаков
- Люся Чеботина
- Яна Чурикова